# Ingeborg Grünwald
Ingeborg Grünwald (* 21. Mai 2001 in Salzburg) ist eine österreichische Leichtathletin, die sich auf den Weitsprung spezialisiert hat.

## Sportliche Laufbahn
Erste internationale Erfolge erzielte Ingeborg Grünwald im Jahr 2017, als sie beim Europäischen Olympischen Jugendfestival (EYOF) in Győr mit einer Weite von 6,23 m die Goldmedaille gewann und mit der österreichischen 4-mal-100-Meter-Staffel im Vorlauf disqualifiziert wurde. Im Jahr darauf erreichte sie bei den U18-Europameisterschaften ebendort mit 5,98 m Rang elf und nahm im Herbst an den Olympischen Jugendspielen in Buenos Aires teil und gewann dort die Bronzemedaille. 2019 belegte sie bei den U20-Europameisterschaften im schwedischen Borås mit 6,21 m den fünften Platz und begann im Herbst ein Studium an der University of Texas at San Antonio. 2021 wurde sie bei den U23-Europameisterschaften in Tallinn mit windunterstützten 6,38 m Siebte und im Jahr darauf belegte sie bei den Balkan-Meisterschaften in Craiova mit 6,25 m den sechsten Platz. 2023 wurde sie bei der 3. Liga der Team-Europameisterschaft im Rahmen der Europaspiele in Chorzów mit 5,92 m Vierte, ehe sie bei den U23-Europameisterschaften in Espoo mit 5,94 m in der Qualifikationsrunde ausschied. Daraufhin gelangte sie bei den Balkan-Meisterschaften in Kraljevo mit 5,95 m auf den zehnten Platz. Im Jahr darauf belegte sie bei den Balkan-Hallenmeisterschaften in Istanbul mit 5,93 m den achten Platz.
In den Jahren 2019, 2021 und 2023 wurde Grünwald österreichische Meisterin im Weitsprung.

## Persönliche Bestleistungen
- Weitsprung: 6,37 m (+0,5 m/s), 11. Juli 2021 in Tallinn
  - Weitsprung (Halle): 6,42 m, 20. Feber 2022 in Birmingham